# Double Rainbow (album)
Albums de Aya Matsuura
Naked Songs
(2006) Omoi Afurete
(2009)
Albums par GAM
1st GAM ~Amai Yūwaku~
(2007)
Singles
Double Rainbow (ダブル レインボウ) est le 4e album original de Aya Matsuura, ou le 7e album sorti sous son nom en comptant ses albums spéciaux, sorti en 2007.

## Présentation
L'album sort le 10 octobre 2007 au Japon sous le label Zetima, dans le cadre du Hello! Project. Il atteint la 22e place du classement de l'Oricon, et reste classé pendant 3 semaines, pour un total de 11 764 exemplaires vendus. C'est alors son album le moins vendu.
Il contient les chansons-titres de ses deux derniers singles en date sortis en 2006 et 2007 : Suna wo Kamu you ni... Namida et Egao. Par contre, il ne contient pas celles des deux précédent singles sortis en 2005, Zutto Suki de Ii desu ka et Ki ga Tsukeba Anata, ni celle de Your Song: Seishun Sensei sortie en 2004 mais absente de la compilation Aya Matsuura Best 1, qui ne figurent donc sur aucun de ses album.
Il sort près de quatre ans après son précédent album original X3 sorti début 2004. Entre-temps sortirent cependant sa compilation Aya Matsuura Best 1 en 2005, son album de reprises Naked Songs fin 2006, et son album dans le cadre du duo GAM en mai 2007. Son prochain, Omoi Afurete, sortira quinze mois plus tard, en janvier 2009.

## Liste des titres
| 1.  | Ima wa Let It Be (今はレットイットビー)                  | Youji Kubota     | Bulge / Bulge, Hideki Yanagisawa                  | 4:55 |
| 2.  | Happy to Go!                                             | Minoru Komorita  | Minoru Komorita / idem                            | 4:42 |
| 3.  | Soul Mate (ソウルメイト)                                 | Tamio Ôtomo      | Youichirou Yasuoka / idem                         | 5:13 |
| 4.  | Double Raibow (ダブル レインボウ)                        | Youji Kubota     | Naoki Oka / idem                                  | 4:42 |
| 5.  | Blue Bird                                                | Minoru Komorita  | Minoru Komorita / idem                            | 4:44 |
| 6.  | Kaze ni Makasete (風に任せて)                            | Youji Kubota     | Hideki Yanagisawa / idem                          | 4:53 |
| 7.  | Suna wo Kamu you ni... Namida (砂を噛むように... NAMIDA) | Mera Morimura    | Joey Carbone, Kyoko Nitta / Taisei, Takao Konishi | 4:10 |
| 8.  | Toudai (灯台)                                            | Tateki Kobayashi | Tateki Kobayashi / idem                           | 4:29 |
| 9.  | Hikkosenai Kimochi (引越せない気持)                      | Youji Kubota     | Hideki Yanagisawa / idem                          | 5:06 |
| 10. | Onna Day by Day (女 Day by Day)                          | Dai Murai        | Youichirou Yasuoka / idem                         | 3:52 |
| 11. | Egao (笑顔)                                              | Yumi Tanimura    | Yumi Tanimura / Naoki Oka                         | 5:46 |